# US Open 2015/Herrendoppel-Rollstuhl
Das Herrendoppel (Rollstuhl) der US Open 2015 war ein Rollstuhltenniswettbewerb in New York City und fand vom 10. bis zum 13. September statt.
Vorjahressieger waren Stéphane Houdet und Shingo Kunieda, die dieses Jahr mit anderen Partnern teilnahmen.

## Setzliste
| Nr. | Paarung                       | Erreichte Runde |
| --- | ----------------------------- | --------------- |
| 01. | Stéphane Houdet Gordon Reid   | Sieg            |
| 02. | Joachim Gérard Shingo Kunieda | Halbfinale      |

## Hauptrunde
Zeichenerklärung
- Q = Qualifikant
- WC = Wildcard
- LL = Lucky Loser
- ITF = qualifiziert über ITF-Ranking
- ALT = alternate (Ersatz)
- PR = Protected Ranking
- SE = Special Exempt
- r = retired (Aufgabe)
- d = Disqualifikation
- w.o. = walkover
- [ ] = Match-Tie-Break

|  | Halbfinale | Halbfinale                         | Halbfinale | Halbfinale | Halbfinale |  |  | Finale | Finale                           | Finale | Finale | Finale |
|  |            |                                    |            |            |            |  |  |        |                                  |        |        |        |
|  |            |                                    |            |            |            |  |  |        |                                  |        |        |        |
|  | 1          | Stéphane Houdet Gordon Reid        | 6          | 7          |            |  |  |        |                                  |        |        |        |
|  |            | Gustavo Fernández Maikel Scheffers | 1          | 63         |            |  |  |        |                                  |        |        |        |
|  |            |                                    |            |            |            |  |  | 1      | Stéphane Houdet Gordon Reid      | 6      | 6      |        |
|  |            |                                    |            |            |            |  |  |        | Michaël Jeremiasz Nicolas Peifer | 3      | 1      |        |
|  |            | Michaël Jeremiasz Nicolas Peifer   | 6          | 5          | [11]       |  |  |        |                                  |        |        |        |
|  | 2          | Joachim Gérard Shingo Kunieda      | 1          | 7          | [9]        |  |  |        |                                  |        |        |        |
|  |            |                                    |            |            |            |  |  |        |                                  |        |        |        |